# Ministère de la Culture (Tunisie)
Pour les articles homonymes, voir Ministère de la Culture.
Le ministère de la Culture (arabe : وزارة الثقافة), officiellement appelé ministère des Affaires culturelles (arabe : وزارة الشؤون الثقافية), est le ministère tunisien chargé, aux termes du décret no 2005-1707 du 6 juin 2005, « d'exécuter les choix nationaux dans les domaines de la culture et de la Sauvegarde du patrimoine et d'établir les plans et les programmes en vue de promouvoir ces domaines » et ceci dans le cadre de la politique générale de l'État.
Son organisation est régie par le décret no 2003-1819 du 25 août 2003 qui vient compléter le décret no 96-1875 du 7 octobre 1996 portant organisation du ministère de la Culture.
Il siège à la rue du 2-Mars 1934 dans le quartier de la kasbah de Tunis.

## Établissements sous tutelle
Le ministère compte un bon nombre d'établissements mis sous sa tutelle, dont notamment :
- l'Agence de mise en valeur du patrimoine et de promotion culturelle ;
- l'Institut national du patrimoine ;
- l'Orchestre symphonique tunisien ;
- l'Organisme tunisien des droits d'auteur et des droits voisins ;
- la Bibliothèque nationale de Tunisie ;
- la Maison arabe du livre ;
- la Troupe nationale des arts populaires ;
- le Centre culturel international d'Hammamet ;
- le Centre des musiques arabes et méditerranéennes de Sidi Bou Saïd ;
- le Centre national de la communication culturelle ;
- le Comité culturel national ;
- le Théâtre national ;
- les délégations régionales de la culture dans les 24 gouvernorats.

## Ministre
Le ministre de la Culture est nommé par le chef du gouvernement. Il dirige le ministère et participe au Conseil des ministres.

### Historique
Lors de l'annonce du remaniement du 16 janvier 2021, Hichem Mechichi annonce que le ministère de la Culture est rebaptisé ministère de la Culture et de la Mise en valeur du patrimoine.
La ministre actuelle est Amina Srarfi, titulaire du portefeuille dans le gouvernement Madouri/Zaafrani, depuis le 25 août 2024.

### Liste
| Image | Nom                        | Parti                         |  | Gouvernement                                                                       | Début du mandat   | Fin du mandat     |
| ----- | -------------------------- | ----------------------------- |  | ---------------------------------------------------------------------------------- | ----------------- | ----------------- |
|       | Chedli Klibi               | PSD                           |  | Gouvernement Ladgham                                                               | 7 octobre 1961    | 12 juin 1970      |
|       | Habib Boularès             | PSD                           |  | Gouvernement Ladgham Gouvernement Nouira                                           | 12 juin 1970      | 17 juin 1971      |
|       | Chedli Klibi               | PSD                           |  | Gouvernement Nouira                                                                | 24 juin 1971      | 30 novembre 1973  |
|       | Mahmoud Messadi            | PSD                           |  | Gouvernement Nouira                                                                | 30 novembre 1973  | 9 décembre 1976   |
|       | Chedli Klibi               | PSD                           |  | Gouvernement Nouira                                                                | 9 décembre 1976   | 20 septembre 1978 |
|       | Mohamed Yalaoui            | PSD                           |  | Gouvernement Nouira                                                                | 20 septembre 1978 | 7 novembre 1979   |
|       | Fouad Mebazaa              | PSD                           |  | Gouvernement Nouira Gouvernement Mohamed Mzali                                     | 7 novembre 1979   | 2 janvier 1981    |
|       | Béchir Ben Slama           | PSD                           |  | Gouvernement Mohamed Mzali                                                         | 2 janvier 1981    | 12 mai 1986       |
|       | Zakaria Ben Mustapha       | PSD                           |  | Gouvernement Mohamed Mzali Gouvernement Sfar                                       | 12 mai 1986       | 29 septembre 1987 |
|       | Abdelaziz Ben Dhia         | PSD                           |  | Gouvernement Sfar                                                                  | 29 septembre 1987 | 2 octobre 1987    |
|       | Zakaria Ben Mustapha       | PSD RCD                       |  | Gouvernement Ben Ali Gouvernement Hédi Baccouche I                                 | 2 octobre 1987    | 12 avril 1988     |
|       | Abdelmalek Laârif          | RCD                           |  | Gouvernement Hédi Baccouche I                                                      | 12 avril 1988     | 27 juillet 1988   |
|       | Habib Boularès             | RCD                           |  | Gouvernement Hédi Baccouche II Gouvernement Hédi Baccouche III Gouvernement Karoui | 27 juillet 1988   | 3 mars 1990       |
|       | Ahmed Khaled               | RCD                           |  | Gouvernement Karoui                                                                | 3 mars 1990       | 20 février 1991   |
|       | Moncer Rouissi             | RCD                           |  | Gouvernement Karoui                                                                | 20 février 1991   | 11 octobre 1991   |
|       | Mongi Bousnina             | RCD                           |  | Gouvernement Karoui                                                                | 11 octobre 1991   | 25 janvier 1995   |
|       | Salah Baccari              | RCD                           |  | Gouvernement Karoui                                                                | 25 janvier 1995   | 5 août 1996       |
|       | Abdelbaki Hermassi         | RCD                           |  | Gouvernement Karoui Gouvernement Ghannouchi I                                      | 5 août 1996       | 10 novembre 2004  |
|       | Mohamed El Aziz Ben Achour | RCD                           |  | Gouvernement Ghannouchi I                                                          | 10 novembre 2004  | 29 août 2008      |
|       | Abderraouf El Basti        | RCD                           |  | Gouvernement Ghannouchi I                                                          | 29 août 2008      | 17 janvier 2011   |
|       | Moufida Tlatli             | Indépendant                   |  | Gouvernement Ghannouchi II                                                         | 17 janvier 2011   | 27 janvier 2011   |
|       | Azedine Beschaouch         | Indépendant                   |  | Gouvernement Ghannouchi II Gouvernement Caïd Essebsi                               | 27 janvier 2011   | 24 décembre 2011  |
|       | Mehdi Mabrouk              | Indépendant                   |  | Gouvernement Jebali Gouvernement Larayedh                                          | 24 décembre 2011  | 29 janvier 2014   |
|       | Mourad Sakli               | Indépendant                   |  | Gouvernement Jomaa                                                                 | 29 janvier 2014   | 6 février 2015    |
|       | Latifa Lakhdar             | Indépendante                  |  | Gouvernement Essid                                                                 | 6 février 2015    | 12 janvier 2016   |
|       | Sonia M'Barek              | Indépendante                  |  | Gouvernement Essid                                                                 | 12 janvier 2016   | 27 août 2016      |
|       | Mohamed Zine El Abidine    | Nidaa Tounes puis indépendant |  | Gouvernement Chahed                                                                | 27 août 2016      | 27 février 2020   |
|       | Chiraz Latiri              | Indépendante                  |  | Gouvernement Fakhfakh                                                              | 27 février 2020   | 2 septembre 2020  |
|       | Walid Zidi                 | Indépendant                   |  | Gouvernement Mechichi                                                              | 2 septembre 2020  | 5 octobre 2020    |
|       | Habib Ammar (intérim)      | Indépendant                   |  | Gouvernement Mechichi                                                              | 5 octobre 2020    | 11 octobre 2021   |
|       | Hayet Guettat              | Indépendante                  |  | Gouvernement Bouden/Hachani                                                        | 11 octobre 2021   | 12 mars 2024      |
|       | Moncef Boukthir (intérim)  | Indépendant                   |  | Gouvernement Hachani/Madouri                                                       | 12 mars 2024      | 25 août 2024      |
|       | Amina Srarfi               | Indépendante                  |  | Gouvernement Madouri/Zaafrani                                                      | 25 août 2024      | en cours          |